# Philocaenus clairae
Philocaenus clairae är en stekelart som beskrevs av Van Noort 1994. Philocaenus clairae ingår i släktet Philocaenus och familjen fikonsteklar. Inga underarter finns listade i Catalogue of Life.